# Saison 2015 de l'équipe cycliste Caja Rural-Seguros RGA

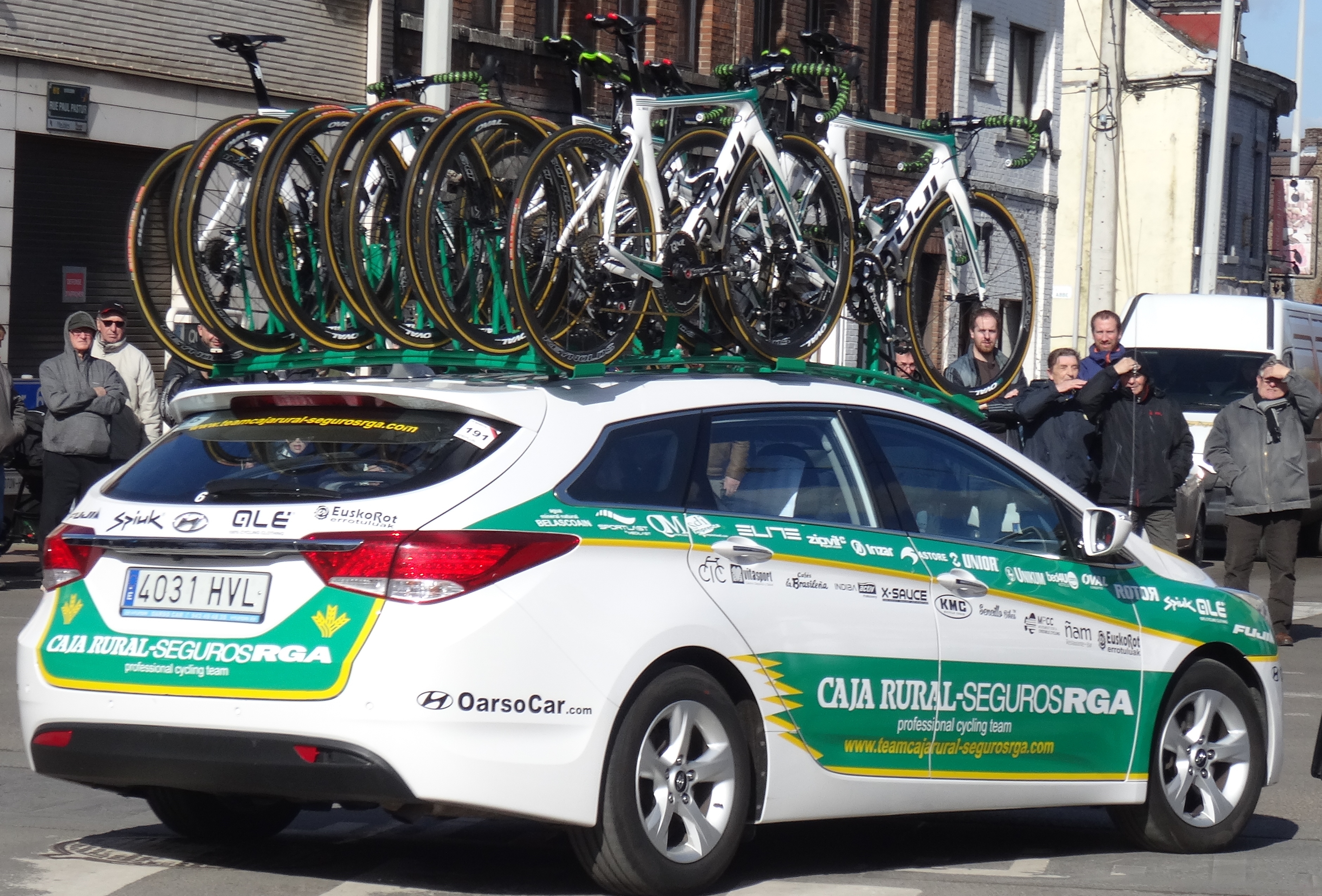
Une voiture de l'équipe lors du départ du Samyn 2015 à Quaregnon.

La saison 2015 de l'équipe cycliste Caja Rural-Seguros RGA est la sixième de cette équipe.

## Préparation de la saison 2015

### Arrivées et départs
| Arrivées            | Équipe 2014           |
| ------------------- | --------------------- |
| Carlos Barbero      | Euskadi               |
| Miguel Ángel Benito | Caja Rural amateur    |
| Hugh Carthy         | Rapha Condor JLT      |
| José Gonçalves      | La Pomme Marseille 13 |
| Sergio Pardilla     | MTN-Qhubeka           |
| Eduard Prades       | Matrix Powertag       |
| Ricardo Vilela      | OFM-Quinta da Lixa    |

| Départs                 | Équipe 2015               |
| ----------------------- | ------------------------- |
| Karol Domagalski        | Raleigh GAC               |
| Ramón Domene            |                           |
| Rubén Fernández Andújar | Movistar                  |
| Marcos García           | Louletano-Ray Just Energy |
| Antonio Piedra          | ?                         |
| Luis León Sánchez       | Astana                    |
| Iván Velasco            | retraite                  |
| Davide Viganò           | Idea 2010 ASD             |

## Coureurs et encadrement technique

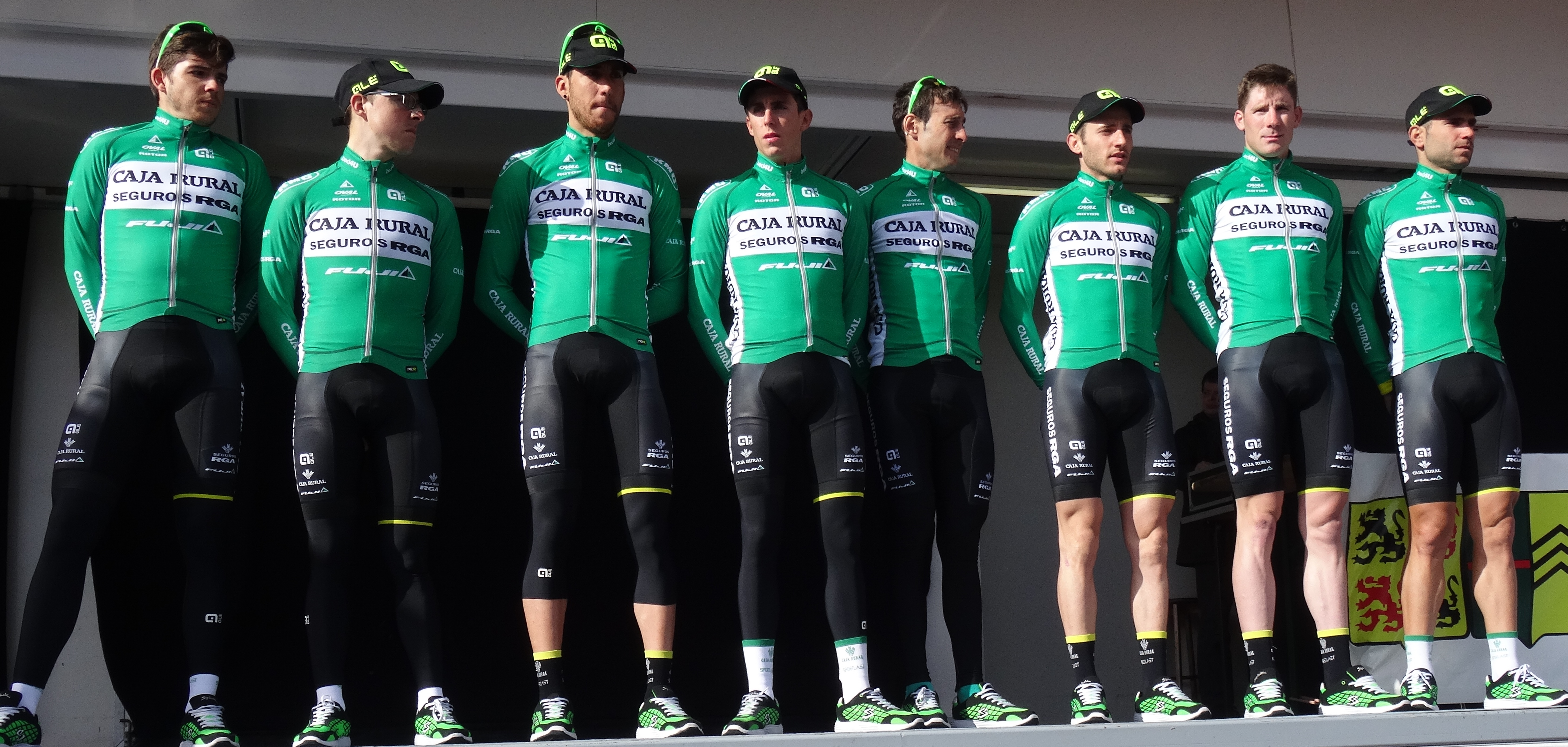
L'équipe lors du départ du Samyn 2015 à Quaregnon.

### Effectif
| Cycliste             | Date de naissance | Nationalité | Équipe 2014            |  |
| -------------------- | ----------------- | ----------- | ---------------------- |  |
| Javier Aramendia     | 5 décembre 1986   | Espagne     | Caja Rural-Seguros RGA |  |
| David Arroyo         | 7 janvier 1980    | Espagne     | Caja Rural-Seguros RGA |  |
| Carlos Barbero       | 29 avril 1991     | Espagne     | Euskadi                |  |
| Miguel Ángel Benito  | 21 septembre 1993 | Espagne     | Caja Rural amateur     |  |
| Peio Bilbao          | 25 février 1990   | Espagne     | Caja Rural-Seguros RGA |  |
| Hugh Carthy          | 9 juillet 1994    | Royaume-Uni | Rapha Condor JLT       |  |
| Fabricio Ferrari     | 3 juin 1985       | Uruguay     | Caja Rural-Seguros RGA |  |
| Omar Fraile          | 17 juillet 1990   | Espagne     | Caja Rural-Seguros RGA |  |
| José Gonçalves       | 13 février 1989   | Portugal    | La Pomme Marseille 13  |  |
| Fernando Grijalba    | 14 janvier 1991   | Espagne     | Caja Rural-Seguros RGA |  |
| Francesco Lasca      | 29 mars 1988      | Italie      | Caja Rural-Seguros RGA |  |
| Ángel Madrazo        | 30 juillet 1988   | Espagne     | Caja Rural-Seguros RGA |  |
| Lluís Mas            | 15 janvier 1989   | Espagne     | Caja Rural-Seguros RGA |  |
| Antonio Molina       | 4 janvier 1991    | Espagne     | Caja Rural-Seguros RGA |  |
| Sergio Pardilla      | 16 janvier 1984   | Espagne     | MTN-Qhubeka            |  |
| Heiner Parra         | 9 octobre 1991    | Colombie    | Caja Rural-Seguros RGA |  |
| Eduard Prades        | 9 août 1987       | Espagne     | OFM-Quinta da Lixa     |  |
| Héctor Sáez          | 6 novembre 1993   | Espagne     | Caja Rural amateur     |  |
| Amets Txurruka       | 10 novembre 1982  | Espagne     | Caja Rural-Seguros RGA |  |
| Ricardo Vilela       | 18 décembre 1987  | Portugal    | OFM-Quinta da Lixa     |  |
| Stagiaire            | Date de naissance | Nationalité | Équipe 2015            |  |
| Carlos Antón Jiménez | 2 février 1992    | Espagne     | Caja Rural amateur     |  |
| Kyle Murphy          | 5 octobre 1991    | États-Unis  | Lupus Racing           |  |
| Jaime Rosón          | 13 janvier 1993   | Espagne     | Caja Rural amateur     |  |

Portraits
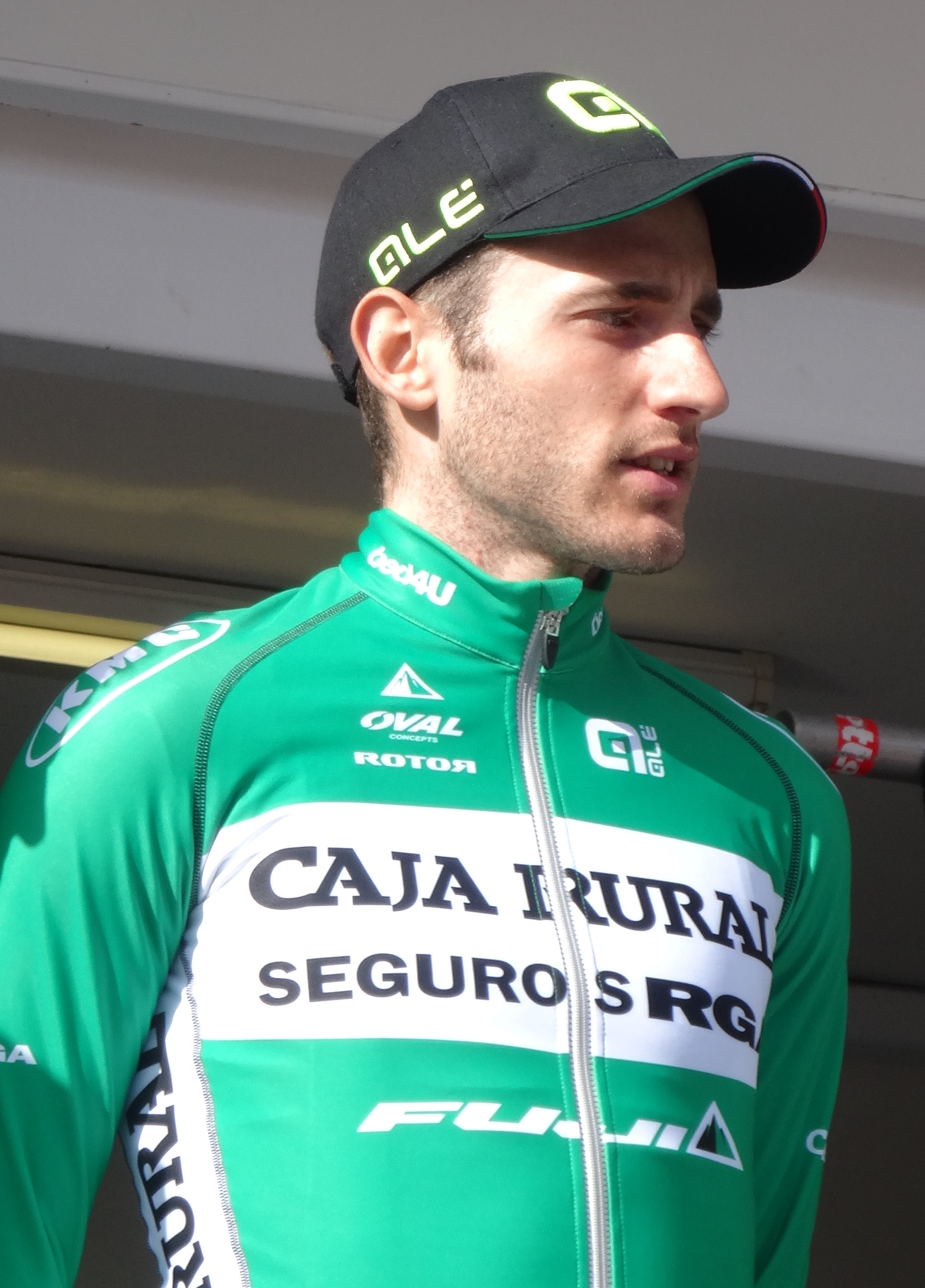
Carlos Barbero.
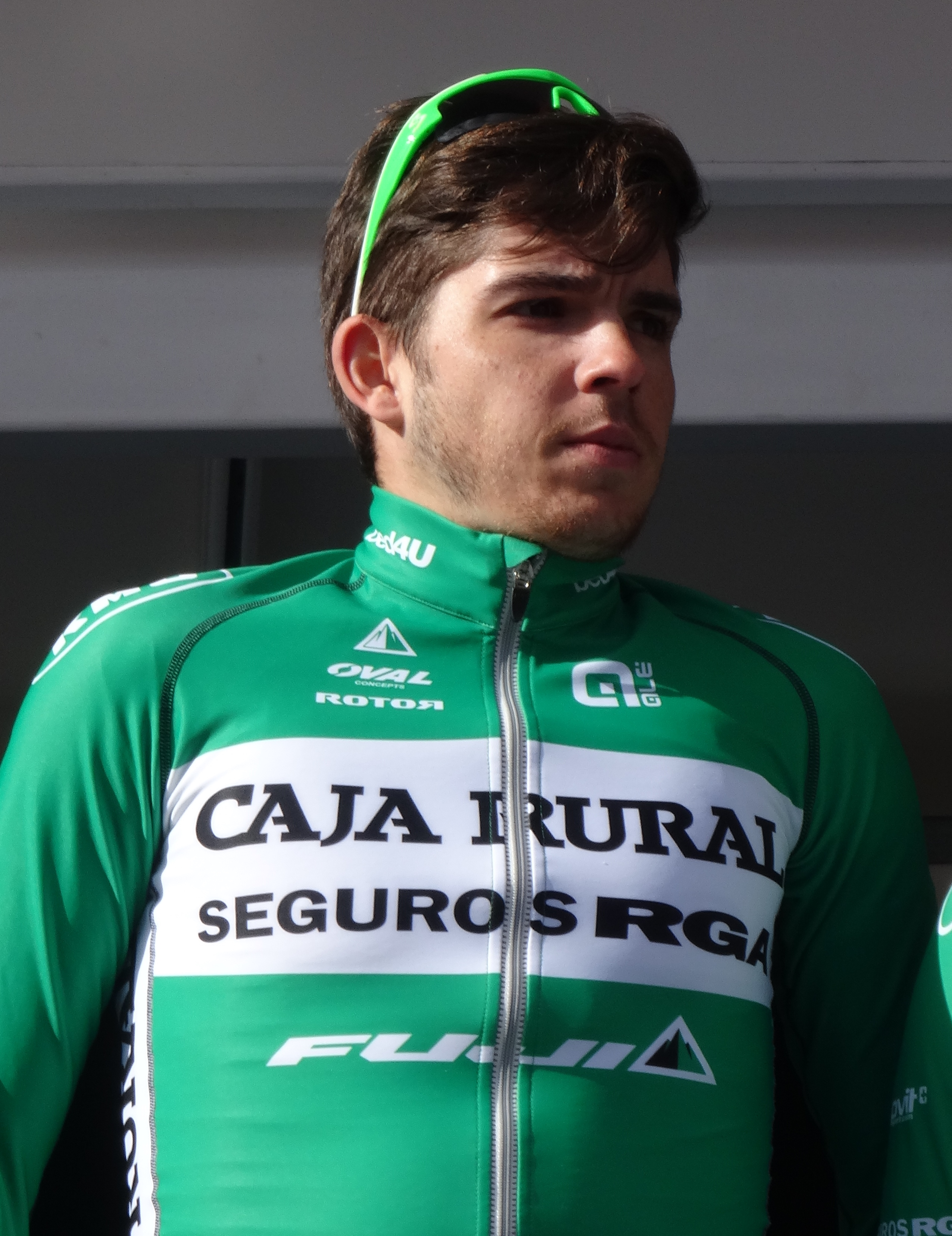
Miguel Ángel Benito.
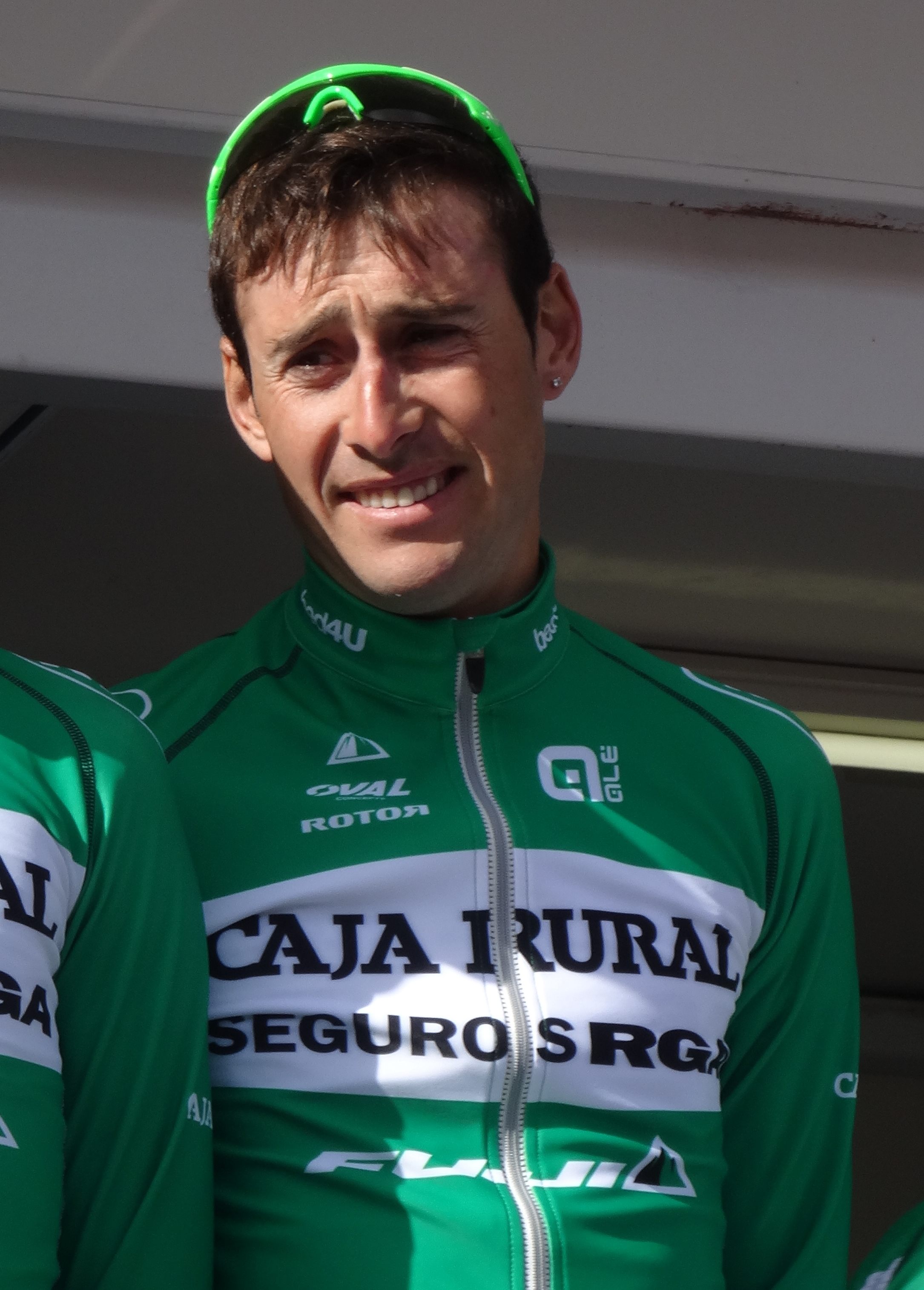
Fabricio Ferrari.
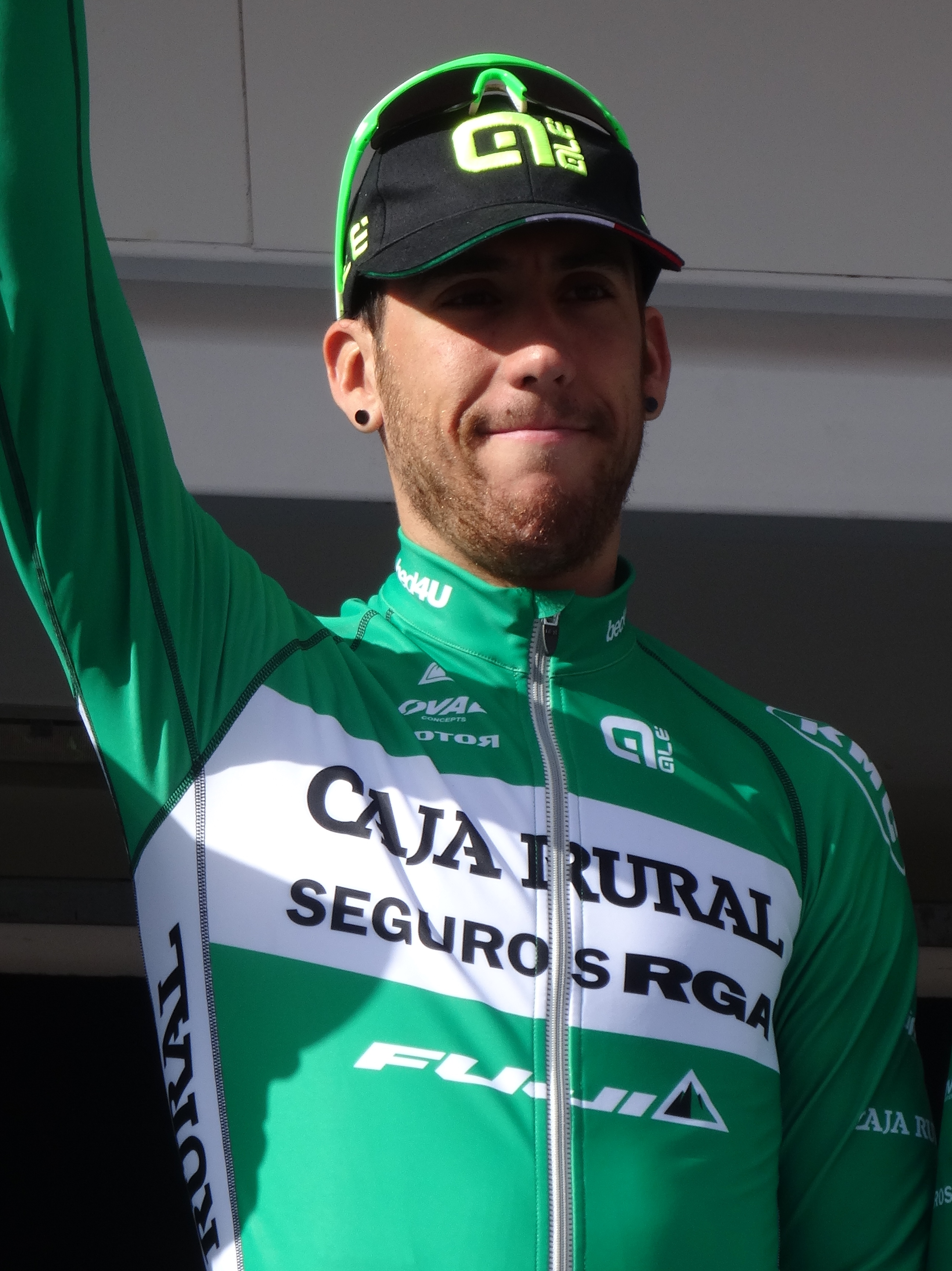
Omar Fraile.
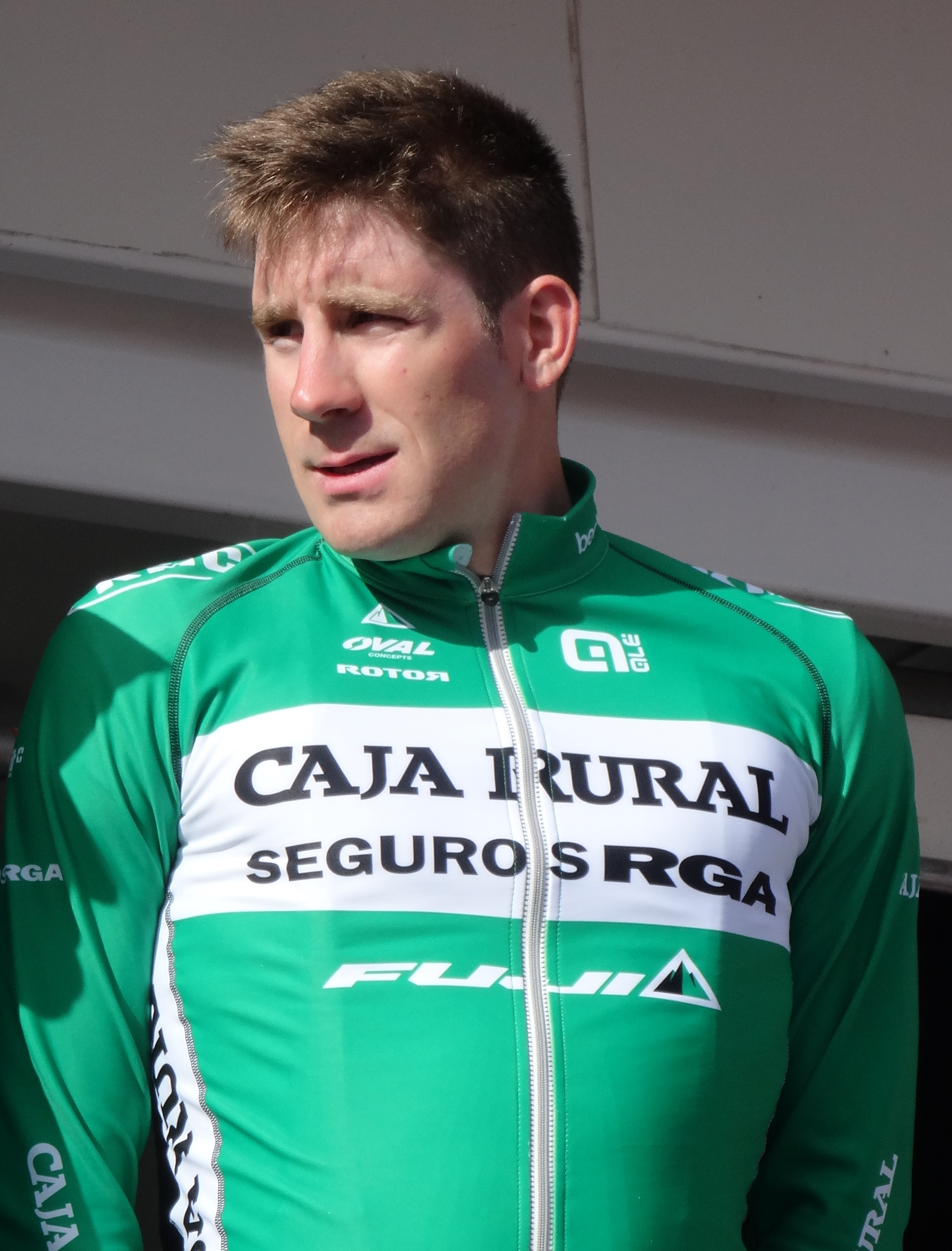
José Gonçalves.
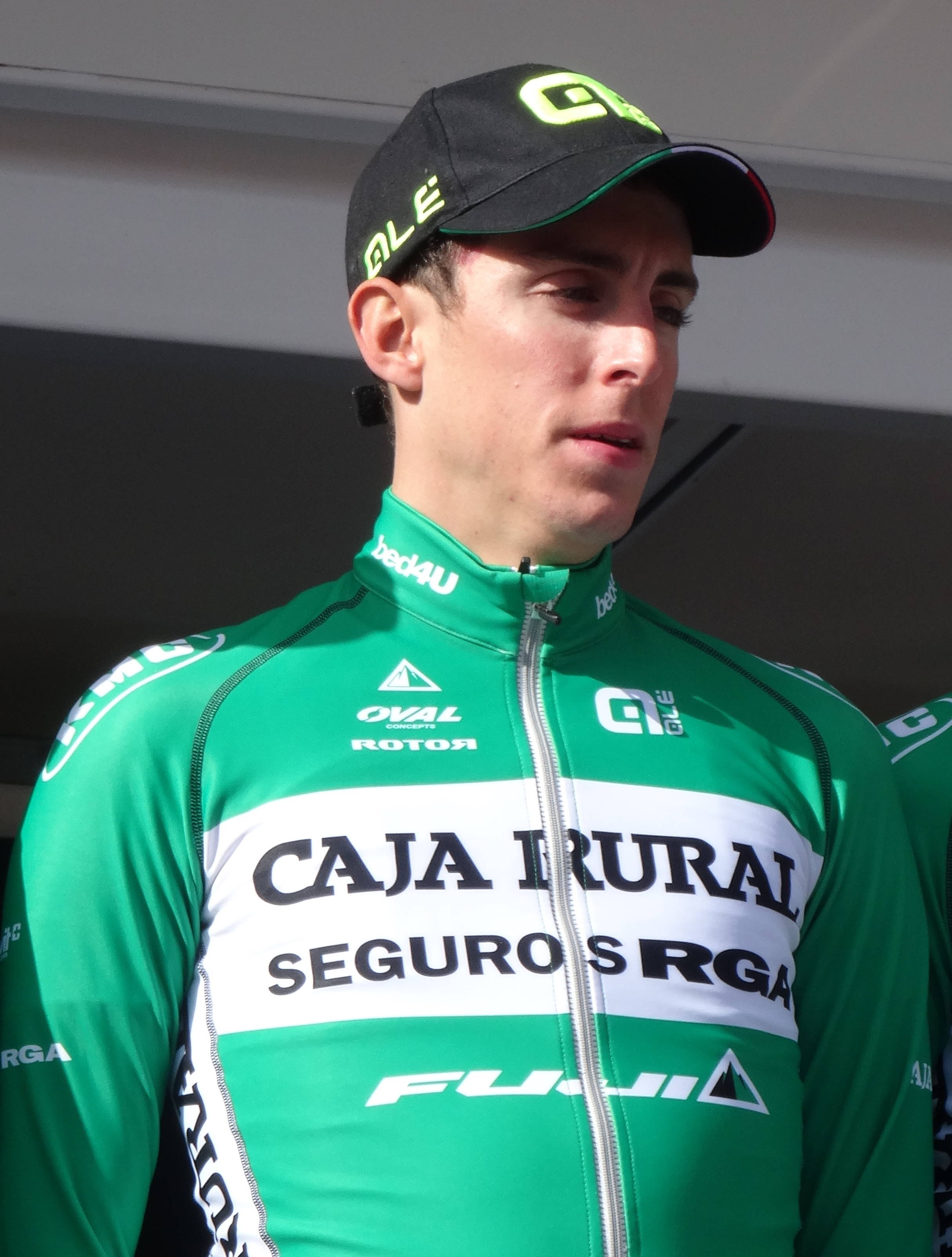
Fernando Grijalba.
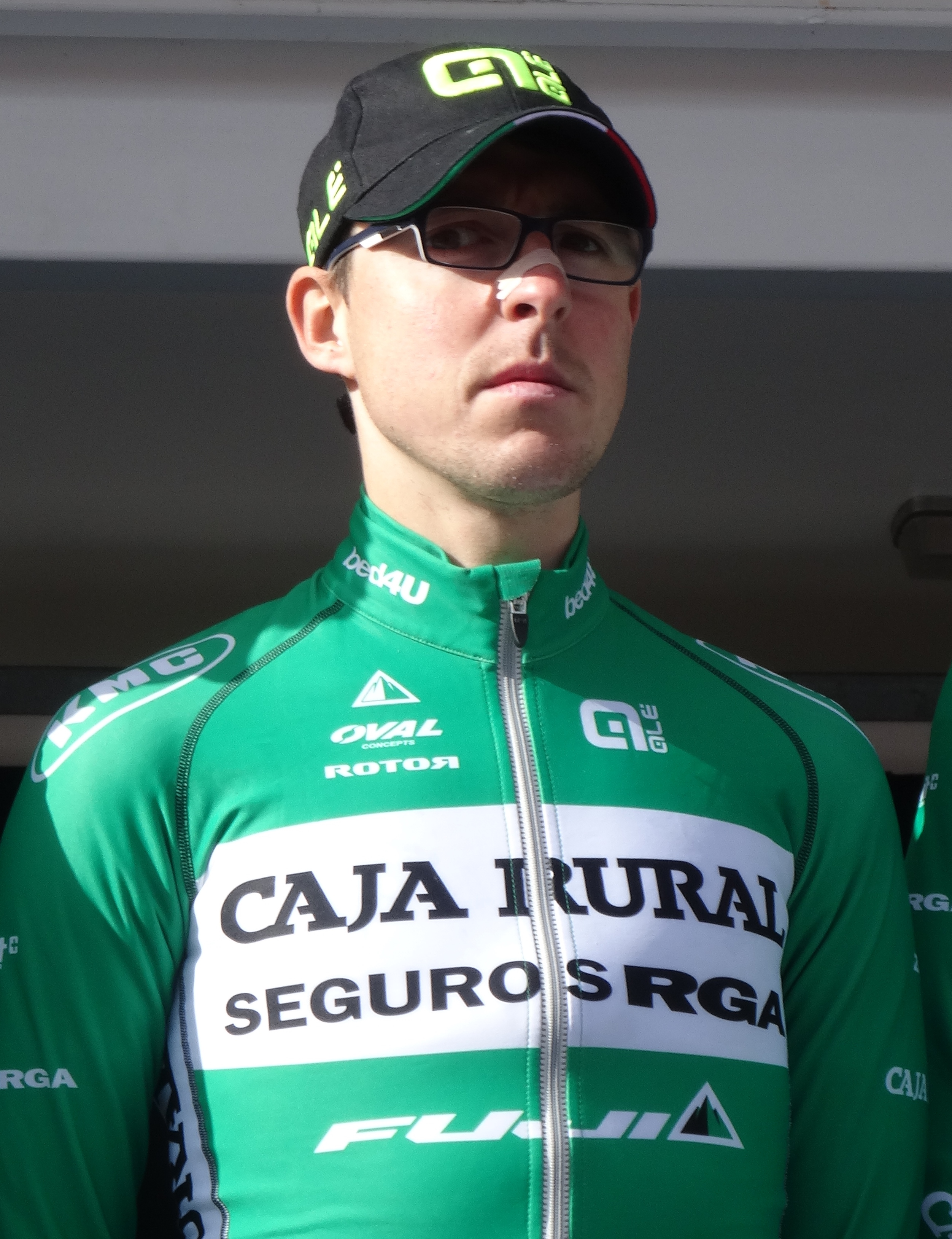
Ángel Madrazo.
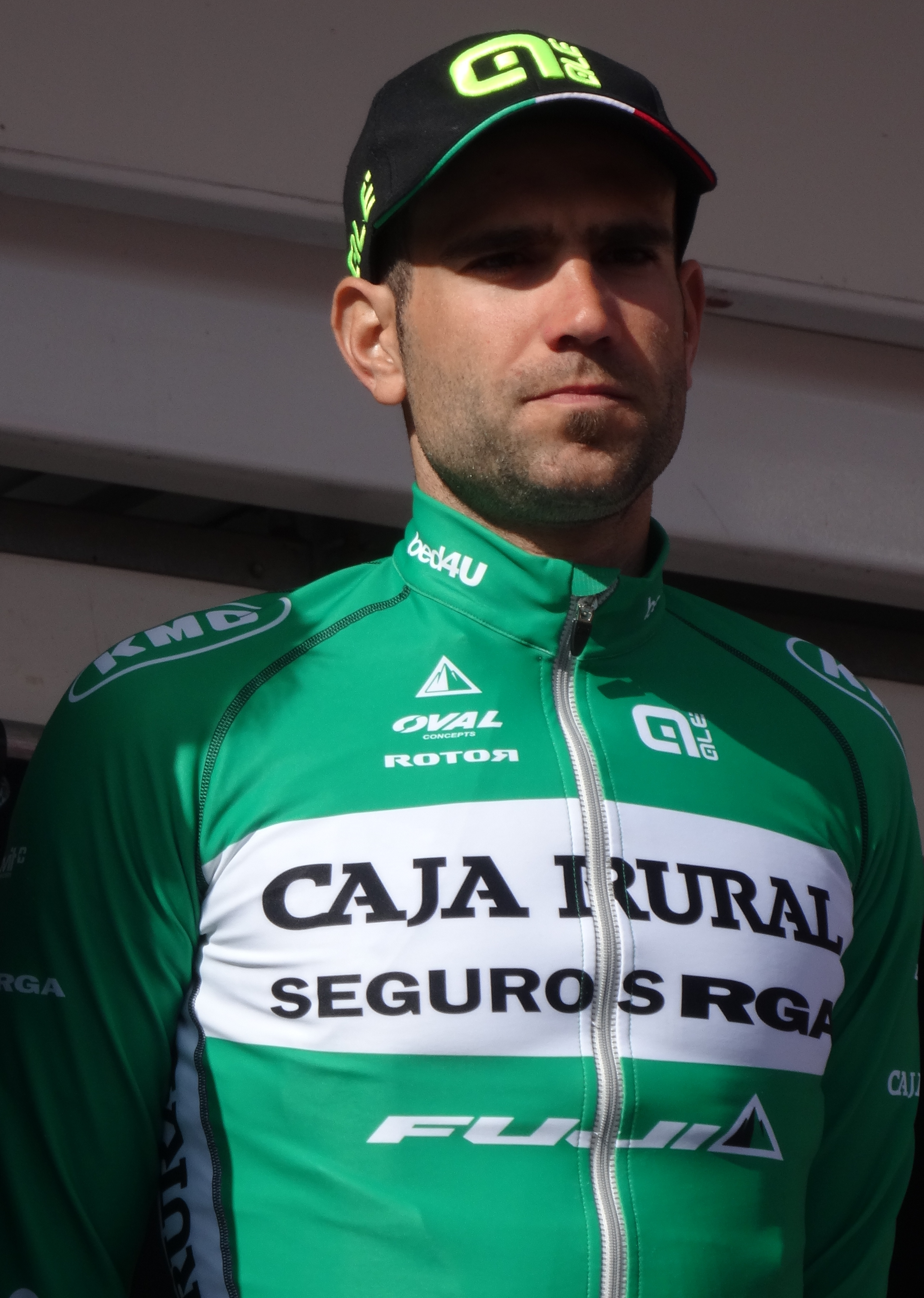
Lluís Mas.

## Bilan de la saison

### Victoires

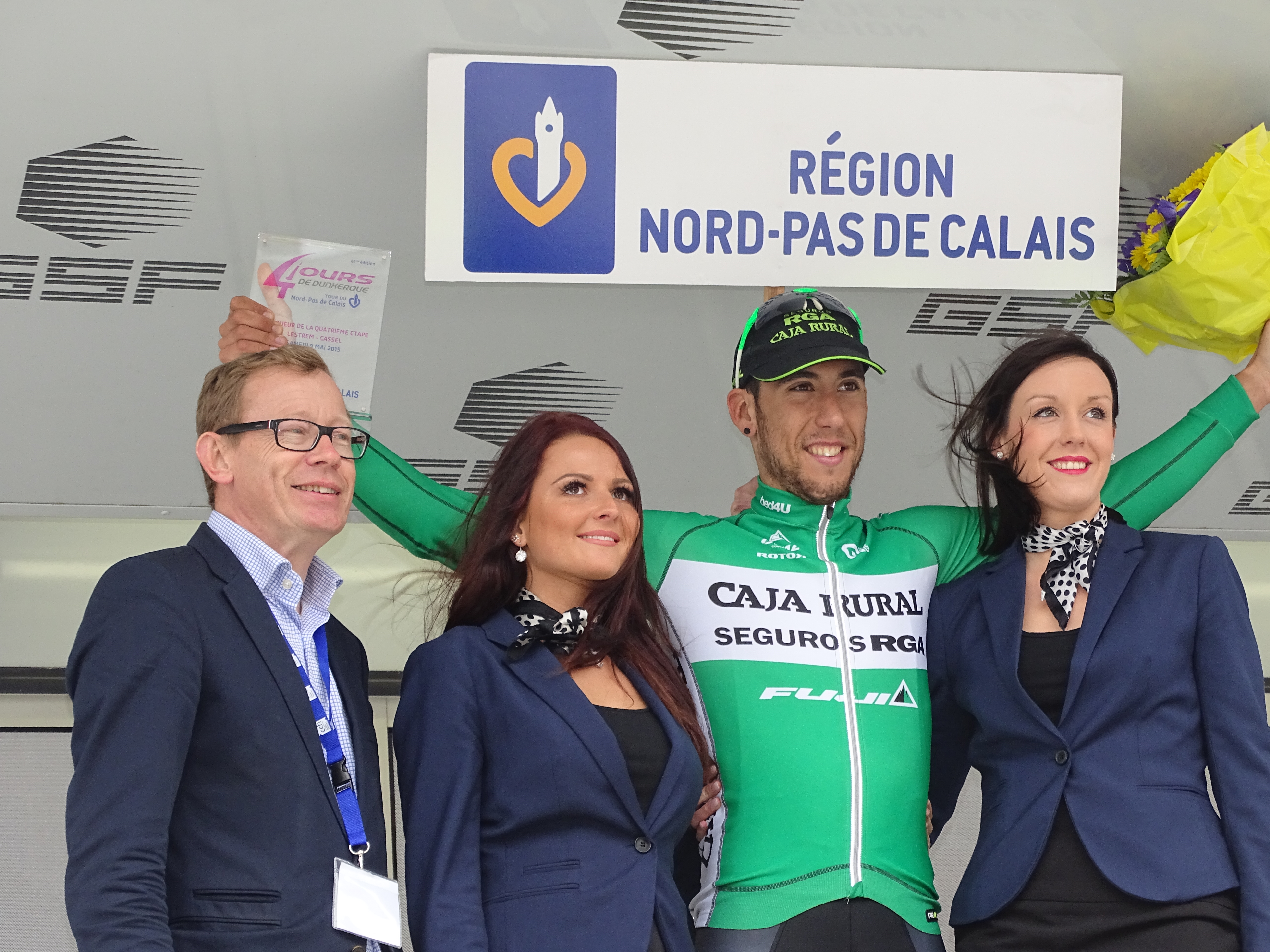
Omar Fraile, vainqueur de la 4e étape des Quatre Jours de Dunkerque 2015.

| Date       | Course                                      | Pays       | Classe | Vainqueur      |
| ---------- | ------------------------------------------- | ---------- | ------ | -------------- |
| 17/04/2015 | 1re étape du Tour de Castille-et-León       | Espagne    | 2.1    | Peio Bilbao    |
| 26/04/2015 | Tour des Apennins                           | Italie     | 1.1    | Omar Fraile    |
| 01/05/2015 | 6e étape du Tour de Turquie                 | Turquie    | 2.HC   | Peio Bilbao    |
| 03/05/2015 | 8e étape du Tour de Turquie                 | Turquie    | 2.HC   | Lluís Mas      |
| 09/05/2015 | 4e étape des Quatre Jours de Dunkerque      | France     | 2.HC   | Omar Fraile    |
| 10/05/2015 | 2e étape du Tour de la communauté de Madrid | Espagne    | 2.1    | Carlos Barbero |
| 23/05/2015 | 4e étape du Tour de Norvège                 | Norvège    | 2.HC   | Amets Txurruka |
| 07/06/2015 | Philadelphia Cycling Classic                | États-Unis | 1.2    | Carlos Barbero |
| 10/06/2015 | 1re étape du Tour de Beauce                 | Canada     | 2.2    | Carlos Barbero |
| 11/06/2015 | 2e étape du Tour de Beauce                  | Canada     | 2.2    | Amets Txurruka |
| 13/06/2015 | 4e étape du Tour de Beauce                  | Canada     | 2.2    | Carlos Barbero |
| 14/06/2015 | Classement général du Tour de Beauce        | Canada     | 2.2    | Peio Bilbao    |
| 25/07/2015 | Classique d'Ordizia                         | Espagne    | 1.1    | Ángel Madrazo  |
| 03/08/2015 | 5e étape du Tour du Portugal                | Portugal   | 2.1    | José Gonçalves |
| 04/08/2015 | 1re étape du Tour de Burgos                 | Espagne    | 2.HC   | Carlos Barbero |
| 07/08/2015 | 8e étape du Tour du Portugal                | Portugal   | 2.1    | Eduard Prades  |
| 08/10/2015 | Coppa Sabatini                              | Italie     | 1.1    | Eduard Prades  |

### Résultats sur les courses majeures
Les tableaux suivants représentent les résultats de l'équipe dans les principales courses du calendrier international dans lesquelles l'équipe bénéficie d'une invitation. Pour chaque épreuve est indiqué le meilleur coureur de l'équipe, son classement ainsi que les accessits glanés par Caja Rural-Seguros RGA sur les courses de trois semaines.

#### Classiques
| Classique            | Milan-San Remo | Tour des Flandres | Paris-Roubaix | Liège-Bastogne-Liège | Tour de Lombardie |
| -------------------- | -------------- | ----------------- | ------------- | -------------------- | ----------------- |
| Coureur (classement) | Non invitée    | Non invitée       | Non invitée   | Non invitée          | Non invitée       |

#### Grands tours
| Grand tour           | Tour d'Italie | Tour de France | Tour d'Espagne                          |
| -------------------- | ------------- | -------------- | --------------------------------------- |
| Coureur (classement) | Non invitée   | Non invitée    | David Arroyo (12e)                      |
| Accessits            | -             | -              | Grand Prix de la montagne (Omar Fraile) |

### Classement UCI

#### UCI America Tour
L'équipe Caja Rural-Seguros RGA termine à la 11e place de l'America Tour avec 176 points. Ce total est obtenu par l'addition des points des huit meilleurs coureurs de l'équipe au classement individuel, cependant seuls cinq coureurs sont classés,.
| Rang | Coureur        | Points |
| ---- | -------------- | ------ |
| 45   | Carlos Barbero | 60     |
| 49   | Peio Bilbao    | 50     |
| 87   | Amets Txurruka | 36     |
| 170  | Hugh Carthy    | 17     |
| 209  | Eduard Prades  | 13     |